# الكاهنة (فرقة)
الكاهنة فرقة موسيقية جزائرية من مدينة باتنة تضم العديد من الموسيقيين

## تاريخ
تأسست الفرقة عام 1978 وهي مؤلفة من 3 مطربين من بينهم عمار بوقرة، بوعليوة أرسل، نور الدين عزيزي، و 6 موسيقيين، نور الدين بوعمرة كان المتحدث الرسمي باسم الفرقة. تم استدعاء العديد من الأعضاء للتأدية الخدمة العسكرية، ثم أصبح مراد بوخلفة  وحكيم الباتني مغني المجموعة  في مدينة باتنة  وكان جمال بن سبع عازف قيثارة. كما كان للفرقة موسيقيون سابقون من فرقة سعادة.
شاركت فرقة «الكاهنة» في العديد من المهرجانات الدولية والوطنية منها المهرجان الدولي للصحراء ( تونس ) ، وأسبوع الشباب المغاربي، وأسبوع الصداقة الجزائري الروسي ، ومفترق طرق ثقافات العالم، والمهرجان الدولي للمواهب الشابة والشباب. اكتشاف في الجزائر. بعد أحداث الحرب الأهلية الجزائرية عام 1991 ، انفصلت الكاهنة، وكان حكيم الباتني مريضًا أيضًا واضطر إلى إجراء عدة عمليات جراحية في فرنسا.
إستأنفت الكاهنة نشاطها عام 2008 بعد ركود طويل وتأليف ألبوم  ، وظهر ثلاثة مطربين جدد في مجموعة سفيان وعمار يغنيون حديثًا قسنطينة وتونسيًا، وشارك آخر مطرب في مسابقة ألحان وشباب.
المجموعة تشارك في 5ال دورة المهرجان الوطني الثقافي للموسيقى الشباب 2011  6 من نفس المهرجان بأم البواقي 2012. كما شاركت الكاهنة في نفس العام 2012 في مهرجان الشاوي للموسيقى في خنشلة.

## الألبوم والأغاني
- سحاب البارود والكاربينا الأغنية التي لاقت نجاحاً.[1]
- مرحبا ولاد سيدي (مرحبا بكم في ابن السيد).
- اهنا جينا (وصلنا).
- يا قمر يا عالي (يا قمر الذي فوق).
- بين يوم أو ليله
- روحي وارواحى
- زين زين
- مهما يكون
- نوفسك يا زين
- مابقلي معاك كلام
- بالله يا عروسة
- الله الله يا بابا
- عشقي ممحون

### ألبوم 2008
- جينا تقود الممرات، الأغنية، من ألبوم 2008.[1]
- أغنية شباب بالون أو مولودية مخصصة للنادي الرياضي الشهير مولودية باتنة عام 2008.[1]